# Kany García
Kany García, pseudonimo di Encarnita García de Jesús (Toa Baja, 25 settembre 1982), è una cantante e chitarrista portoricana.

## Biografia
Kany è figlia di un sacerdote, Antonio García, che ha rinunciato al suo abito per sposare Shela de Jesús, la madre di Kany.
Ella ha cominciato da piccola a studiare musica classica, violoncello, solfeggio e coro. A 13 anni entra nella Escuela Libre de Música, dove impara anche a suonare la chitarra, e continua i propri studi nel Conservatorio de Música de Puerto Rico.
Intenzionata a sfondare nel panorama musicale, si presentò al casting del reality show Objetivo Fama e fu selezionata per partecipare al programma di nuovi talenti. Tuttavia, la stessa sera della prima puntata fu vittima di un grave incidente automobilistico che le costò quasi la vita. Con fratture al bacino, alla clavicola e con 40 punti di sutura in faccia, restò ricoverata per un mese e mezzo. Però questo incidente non le ha impedito di proseguire nel mondo della musica, tant'è che la casa discografica Sony BMG si interessò a lei, facendole firmare un contratto.
Nel 2007 pubblica il suo album di debutto, intitolato Cualquier día, dal quale estrae come primo singolo la canzone Hoy ya me voy. L'album è stato ben accolto nel mercato latino, balzando in decima posizione della classifica di pop latino-americano e raggiunge il primo posto in "Top Heatseekers" di Billboard. L'uscita del suo album l'ha portata a realizzare un tour e a fare da supporto all'artista venezuelano Franco De Vita. Dallo stesso album sono stati estratti anche ¿Qué nos pasó? e Amigo en el baño; tutte le canzoni del disco sono state composte da Kany stessa e pubblicate dal produttore Memo Gil.

## Carriera

### 2006-2008: Cualquier día

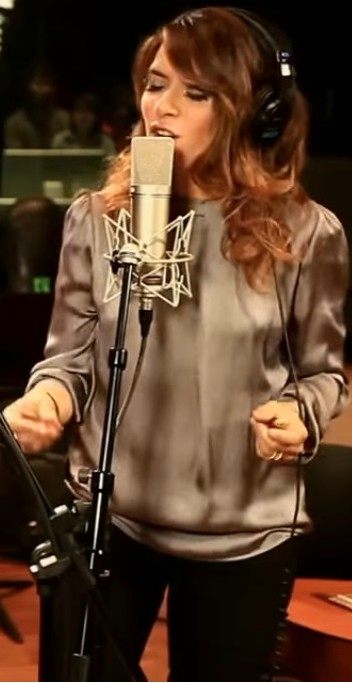
Kany García in studio di registrazione

Kany García iniziò a registrare il suo album di debutto, Cualquier Día, agli inizi del 2006. Questo fu pubblicato il 7 luglio del 2007 e ne furono estratti cinque singoli, il primo dei quali fu Hoy Ya Me Voy, pubblicato il 7 maggio dello stesso anno. Il singolo ebbe un enorme successo, balzando alla 22ª posizione della classifica americana Billboard Hot Latin Songs. La canzone, scritta dalla stessa Kany, fu descritta da Billboard Magazine come una "canzone bellissima che cambia il significato di rottura". Il suo secondo singolo ¿Qué Nos Pasó? non riuscì a ripetere il successo del primo, tuttavia anch'esso raggiunse la Top 30 della Billboard Latin Pop Airplay. Il terzo singolo, Amigo en el Baño, fu un discreto successo in Sud America. La canzone, scritta per un compito in classe di musica, fu pubblicata agli inizi di febbraio, ma già agli inizi di marzo alcune radio smisero di mandarla in onda poiché alcune persone si sentivano offese. Nonostante tutto, il singolo entrò nella Top 50 del Billboard Hot Latin tracks, raggiungendo la posizione 44 dopo la performance di Kany al Latin Billboard Music Awards del 2008. Ha avuto inoltre un enorme successo in Repubblica Dominicana e Costa Rica, dove è stato in prima posizione per settimane.
Sempre nel 2008, a Kany García fu chiesto di scrivere la canzone per la colonna sonora di Capadocia, la serie tv della HBO. La canzone fu Bajo el mismo Cielo e fu elogiata da critica e fan. Il quarto singolo, Esta Soledad, è stata la canzone che è arrivata più in alto nelle classifiche americane. Da quando è stato pubblicato, l'album ha raggiunto la Top 10 nella Latin Pop Charts americana, e la top 50 in quella messicana. Ha ottenuto la Oro certification dal RIIA per aver venduto 100 000 dischi. Il 22 luglio 2008 Kany ha ricevuto inoltre il suo primo Disco d'oro in carriera. Il 21 ottobre 2008 fu pubblicata una versione speciale dell'album, chiamata appunto Cualquier Dia: Edicion Especial, che include canzoni dal vivo, quattro video musicali, foto e video che mostrano come Kany García sia arrivata al successo.
Il 10 settembre 2008 Kany ricevette quattro nomination per i Latin Grammy Awards del 2008 nelle categorie: "Canzone dell'anno", "Album dell'anno", "Miglior artista emergente" e "Miglior Album Pop Femminile". Il quinto singolo estratto dall'album è stato Estigma de Amor, che ha raggiunto la posizione nº15 nella Billboard Latin Pop Airplay, diventando la terza hit entrata nella Top 20. Il 3 ottobre Kany si esibisce nella sua prima tappa del tour in Messico, davanti a più di 3 000 persone. La voce di Kany García, i suoi testi e la musica sono stati paragonati a quelli di altri artisti come Shakira e Julieta Venegas. L'11 novembre 2008 Kany vince due Grammy, come "Miglior artista emergente" e come "Miglior Album Pop Femminile". L'album ha ottenuto inoltre la certificazione Disco de Oro da AMPROFON, in Messico, per aver venduto più di 50 000 dischi solo in quella nazione.

### 2009-2011:Boleto de Entrada
Dopo un anno ricco di successi, Kany inizia a registrare il suo secondo album in studio. Inizia così a scrivere una nuova canzone, Todavia, che dovrebbe poi apparire nel nuovo album. Kany dice che l'album avrà più "pop, rock e soft folk"; inoltre cerca collaborazioni con altri musicisti. Lei vuole un duetto con uno dei suoi artisti preferiti come Julieta Venegas, Reyli, Juan Luis Guerra o, se la canzone fosse in inglese, con John Mayer. Kany riceve anche la sua prima nomination per il Premio Lo Nuestro 2009, come "Artista pop femminile dell'anno". Lo stesso anno Kany Garcia collabora con Tego Calderón, per il suo nuovo album El Que Sabe, Sabe, duettando in una canzone che parla di una giovane ragazza vittima di abusi sessuali.
Il primo singolo estratto dal nuovo album Boleto de Entrada è la canzone intitolata Feliz, che balza subito in quinta posizione nella Billboard Latin Pop Airplay chart, diventando la sua terza canzone ad essere entrata nella Top 10 della Latin Song chart. Prima dell'uscita del nuovo album Kany prende parte all'album tributo per l'artista spagnola Rocío Dúrcal, cantando in duetto la canzone Infiel. 
Quando l'album viene pubblicato raggiunge subito la sesta posizione del Billboard Latin Albums e la terza del Billboard Latin Pop Album, diventando il primo album dell'artista ad essere tra i primi 10 della Latin Album chart. Nel 2009, insieme a Reyli, Gian Marco Zignago e l'ex membro dei Sin Bandera, Noel Schajris, registrano la canzone No hay imposibles per Teleton 2009, con lo scopo di raccogliere fondi per i bambini messicani.
Il 12 gennaio 2010 viene estratto il secondo singolo, Esta Vida Tuya Y Mía. La canzone però non ha avuto nessun tipo di promozione né è stato girato alcun video poiché Kany stava preparando il nuovo tour. Nonostante questo gap il singolo si è piazzato in posizione 39 della Billboard Hot Latin Songs e la 14 della Pop charts. Nel maggio dello stesso anno, Kany entra a far parte di una campagna educazionale da parte delle rappresentanti legali delle donne in Porto Rico vittime di violenza domestica. Una canzone del suo secondo album, Para volver a amar, viene così scelta come colonna sonora per rappresentare la causa. Il singolo viene trasmesso per la prima volta in radio il 18 maggio 2010 e raggiunge la 22ª posizione della Billboard's Latin Pop charts. Kany Garcia collabora inoltre con Gilberto Santa Rosa, cantando nella traccia Y tú y yo. L'8 settembre 2010 l'album Boleto de Entrada riceve una nomination ai Latin Grammy Awards del 2010 nella categoria "Best Female Pop Vocal Album".

### 2012-2014:Kany García

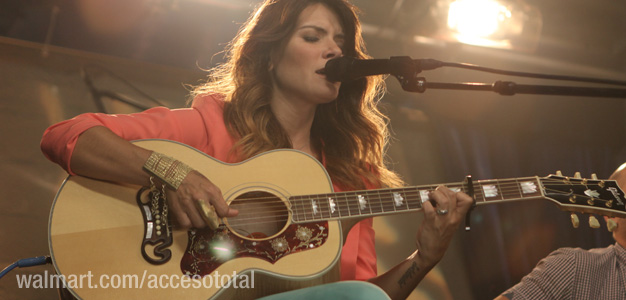
Kany Garcia durante l'esecuzione unplugged di Que te vaya mal

Nel dicembre 2011 Kany registra una canzone natalizia, intitolata Ya No Tengo Nah', i cui ricavati sono stati devoluti in beneficenza. Il 24 aprile 2012, Kany rilascia la prima canzone del nuovo album in studio, intitolata Que Te Vaya Mal. L'album omonimo della cantante è invece uscito il 31 luglio ed è stato subito numero uno in Porto Rico, e nella classifica US Latin Pop; quinto in quella US Latin Albums. Ad agosto viene estratto il secondo singolo, Alguien, che diventa la quarta canzone di Kany García a raggiungere la Top 10 della Billboard Latin Pop Songs, classificandosi 8º.
Il 25 settembre il singolo Que Te Vaya Mal riceve la nomination come "Canzone dell'anno" per i Latin Grammy Awards del 2012; nello stesso evento, l'album invece viene nominato come "Best Latin Pop Album". Il 1º gennaio 2013 Kany annuncia l'uscita del terzo singolo Cuando Se Va El Amor, che raggiunge la Top 40 del Billboard Latin charts. Infine viene estratto il quarto singolo Adios.
L'album Kany Garcia ha poi ricevuto due nomination ai Latin Grammy Awards del 2013, come "Best Singer-Songwriter Album" e "Best Engineered Album", vincendo il Grammy nella categoria "Engineered".

### 2014-2015:En vivo
Sull'onda del successo per il suo terzo album, Kany inizia a lavorare per il quarto. Il 27 maggio 2014 pubblica il suo nuovo singolo Duele Menos, del suo quarto album En vivo, il primo live.

### 2016-2018:LimonadaeSoy yo
A metà del 2015 l'artista, insieme al produttore David Kahne, inizia la registrazione del suo quarto disco intitolato Limonada nella città di New York. Il primo singolo è stato presentato su piattaforma digitale il 2 ottobre 2015 e si intitola Perfecto para mi, che fa parte di una campagna pubblicitaria per la Ford Porto Rico. In seguito, il 18 marzo 2016, presenta il singolo ufficiale del disco Cómo Decirle scritto dalla cantautrice in collaborazione col cantante e compositore portoricano Tommy Torres, che si piazza al 32º posto della Latin Pop Airplay di Billboard.
L'album completo esce in vendita il 20 maggio 2016 e lo stesso giorno raggiunge il primo posto tra le vendite nella piattaforma iTunes. Raggiunge anche il primo posto nella Top Latin Albums di Billboard per la vendita di più di 2000 copie nella settimana del lancio, diventando il primo album dell'artista a raggiungere questa posizione.
Kany inizia a lavorare al suo quinto album in studio nel 2017. Il 16 febbraio 2018 pubblica il singolo Para Siempre. La canzone è registrata in Porto Rico, mentre il video è girato a fine 2017 a Madrid, in Spagna, e diretto da Rubén Martín. Il nuovo album, intitolato Soy yo, è stato pubblicato il 18 maggio 2018. L'album raggiunge al debutto la quarta posizione del Billboard Latin Album charts. Soy yo è il secondo album di un'artista donna a debuttare tra le prime cinque posizioni del Top Latin Albums nel 2018.

## Discografia

### Album in studio
- 2007 - Cualquier día
- 2009 - Boleto de entrada
- 2012 - Kany Garcia
- 2016 - Limonada
- 2018 - Soy yo
- 2019 - Contra el viento
- 2020 - Mesa Para Dos
- 2022 - El Amor Que Merecemos
- 2024 - García

### Album dal vivo
- 2014 - En Vivo: Kany Garcia

## Premi e candidature
| Anno                | Categoria                   | Genere      | Nomina            | Risultato       |
| ------------------- | --------------------------- | ----------- | ----------------- | --------------- |
| Latin Grammy Awards |                             |             |                   |                 |
| 2008                | Miglior artista esordiente  | Generale    | Kany García       | Vincitore/trice |
| 2008                | Best Female Pop Vocal Album | Pop         | Cualquier día     | Vincitore/trice |
| 2008                | Canzone dell'anno           | Pop         | Hoy Ya Me Voy     | Candidato/a     |
| 2008                | Album dell'anno             | Generale    | Cualquier Día     | Candidato/a     |
| 2010                | Best Female Pop Vocal Album | Pop         | Boleto de entrada | Candidato/a     |
| 2012                | Registrazione dell'anno     | Generale    | Que Te Vaya Mal   | Candidato/a     |
| 2013                | Miglior Album Cantautrice   | Cantautrice | Kany García       | Candidato/a     |
| 2013                | Best Engineered Album       | Produzione  | Kany García       | Vincitore/trice |
| 2018                | Registrazione dell'anno     | Generale    | Para Siempre      | Candidato/a     |
| 2018                | Canzone dell'anno           | Generale    | Para Siempre      | Candidato/a     |
| 2018                | Album dell'anno             | Generale    | Soy yo            | Candidato/a     |
| 2018                | Miglior Album Cantautrice   | Cantautrice | Soy yo            | Candidato/a     |
| 2019                | Miglior Album Cantautrice   | Cantautrice | Contra el Viento  | Vincitore/trice |
| 2019                | Canzone dell'anno           | Generale    | Quédate           | Candidato/a     |
| 2019                | Miglior videoclip           | Music Video | Banana Papaya     | Vincitore/trice |
| 2020                | Miglior Album Cantautrice   | Cantautrice | Mesa Para Dos     | Vincitore/trice |
| 2020                | Album dell'anno             | Generale    | Mesa Para Dos     | Candidato/a     |
| 2020                | Registrazione dell'anno     | Generale    | Lo Que En Ti Veo  | Candidato/a     |
| 2020                | Canzone dell'anno           | Generale    | Lo Que En Ti Veo  | Candidato/a     |
| 2020                | Miglior canzone tropicale   | Tropicale   | Búscame           | Candidato/a     |
| Grammy Awards       |                             |             |                   |                 |
| 2011                | Best Latin Pop Album        | Latin       | Boleto de entrada | Candidato/a     |
| 2013                | Best Latin Pop Album        | Latin       | Kany Garcia       | Candidato/a     |
| 2021                | Best Latin Pop Album        | Latin       | Mesa Para Dos     | Candidato/a     |

### Altri premi
Kany García ha inoltre vinto:
- Due premi al Billboard Latin Music Awards del 2008: "Album Latino Pop dell'anno" in qualità di nuova artista per Cualquier día; Miglior canzone latina pop dell'anno in qualità di nuova artista per Hoy ya me voy.
- Un premio Juventud nel 2010 per la partecipazione a Somos El Mundo per Haiti.
- Un ASCAP Award nel 2014 per Cuando se va el Amor, premio riservato a cantautori e produttori[33].
- Un GLAAD Media Awards nel 2016 come miglior arista musicale in lingua spagnola.
- Nel 2019 vince il premio Soberano Internacional ai Soberano Awards.